# Antiblemma
Antiblemma es un género de lepidópteros perteneciente a la familia Noctuidae. Es originario de Norteamérica.

## Especies
- Antiblemma abas (Schaus, 1914)
- Antiblemma acclinalis Hübner, 1823
- Antiblemma accumulata (Schaus, 1914)
- Antiblemma amarga (Schaus, 1911)
- Antiblemma binota Felder & Rogenhofer, 1874
- Antiblemma bistriga Moeschler, 1886
- Antiblemma calida Butler, 1878
- Antiblemma concinnula (Walker, 1865)
- Antiblemma deois (Schaus, 1914)
- Antiblemma filaria (J.B. Smith, 1900)
- Antiblemma imitans (Walker, 1858)
- Antiblemma imitatura (Walker, 1858)
- Antiblemma incarnans Felder & Rogenhofer, 1874
- Antiblemma leucocyma Hampson, 1926
- Antiblemma linula (Guenée, 1852)
- Antiblemma lothos (Cramer, 1777)
- Antiblemma luna (Guenée, 1852)
- Antiblemma nannodes Hampson, 1926
- Antiblemma neptis (Cramer, 1779)
- Antiblemma orbiculata (Felder & Rogenhofer, 1874)
- Antiblemma polyodon Hampson, 1926
- Antiblemma rufinans (Guenée, 1852)
- Antiblemma spectanda (Möschler, 1880)
- Antiblemma subrutilans (Walker, 1858)
- Antiblemma trogocycla Hampson, 1926